# Charsadda
Charsadda (en pachtou : چارسدہ) est la capitale et la plus grande ville du district de Charsadda. La ville est située dans la province de Khyber Pakhtunkhwa, dans le nord-ouest du Pakistan. La population s’élève à environ 120 000 habitants en 2023.

## Démographie
La population de la ville a été multipliée par plus de deux entre 1972 et 2017, passant de 45 555 habitants à 114 565. Entre 1998 et 2017, la croissance annuelle moyenne s'affiche à 1,4 %, largement inférieure à la moyenne nationale de 2,4 %. En 2023, la population de la ville monte à 120 170 habitants.
|            | 1972 (rec.) | 1981 (rec.) | 1998 (rec.) | 2017 (rec.) | 2023 (rec.) |
| ---------- | ----------- | ----------- | ----------- | ----------- | ----------- |
| Population | 45 555      | 62 530      | 87 218      | 114 565     | 120 170     |

## Insurrection islamiste et attentats
La ville est proche de l'agence de Mohmand, zone tribale frontalière de l'Afghanistan et qui accueille des combattants anti-gouvernementaux, notamment depuis qu'ils ont quitté le district de Swat et les régions environnantes depuis les opérations de l'armée en 2009.
Un important attentat a eu lieu dans la ville. Le 21 décembre 2007, à l'approche des élections législatives prévues pour le 8 janvier 2008, Aftab Ahmad Khan Sherpao (qui dirige alors le Parti du peuple pakistanais (S)) est ciblé par un attentat qui tue 57 personnes, surtout des partisans de Sherpao. Il est revendiqué par le Tehrik-e-Taliban Pakistan (TTP).
Le 20 janvier 2016, un commando de talibans a mené une attaque meurtrière contre l’université Bacha Khan faisant au moins 21 morts et une dizaine de blessés. L'attentat est revendiqué par une branche du TTP en représailles de l'opération Zarb-e-Azb.